# Trigonopedia glaberrima
Trigonopedia glaberrima är en biart som först beskrevs av Heinrich Friese 1899.  Trigonopedia glaberrima ingår i släktet Trigonopedia och familjen långtungebin. Inga underarter finns listade i Catalogue of Life.